# KR-völlur
Le KR-völlur est un stade à multi-usages basé à Reykjavik, en Islande. Il est principalement utilisé pour les rencontres de football. 
L'enceinte a une capacité actuelle de 2 781 places (1 541 assises et 1 240 debout).

## Histoire
Comme son nom l'indique, c'est le club du KR Reykjavik qui y dispute ses rencontres à domicile lors du championnat de football islandais,.